# اس‌اس سیریوس (۱۸۳۷)
اس‌اس سیریوس (۱۸۳۷) (به انگلیسی: SS Sirius (1837)) یک کشتی بود که طول آن ۱۷۸ فوت ۴ اینچ (۵۴٫۴ متر) بود.